# British Council
Il British Council è un'organizzazione culturale britannica presente in 110 paesi in tutto il mondo. Si occupa di diffondere la cultura britannica in Europa e negli altri continenti, sponsorizzando mostre d'arte e spettacoli teatrali, favorendo la diffusione delle scoperte scientifiche britanniche ed europee, istituendo corsi di lingua inglese e stabilendo forti rapporti tra gli inglesi e le altre culture; è membro dell'EUNIC.
Il British Council si occupa anche di emigrazione in paesi anglosassoni, offrendo la possibilità di sottoporsi ad esami di lingue e corsi professionali. La fondazione fa riferimento al Foreign and Commonwealth Office, l'organo amministrativo britannico analogo al nostro Ministero degli Esteri.

## Corsi ed esami
- International English Language Testing System (IELTS)
 È un diploma appositamente progettato per chi vuole studiare o lavorare in un Paese di lingua inglese.È ufficialmente riconosciuto in Regno Unito, Australia, Canada, Irlanda, Sudafrica, Nuova Zelanda e Stati Uniti come l'esame per eccellenza a fine di ammissione ai corsi universitari o per l'immigrazione. In Italia un numero sempre maggiore di istituti, università e politecnici riconoscono questo esame per i crediti. L'esame si supera sempre conseguendo un punteggio che varia in relazione alle abilità linguistiche del candidato (lettura, scrittura, ascolto e conversazione).[senza fonte]
- Key English Test (KET)
È un esame di livello elementare, livello 1 di Cambridge (livello A2 del Consiglio d'Europa). Raggiungibile all'incirca dopo 180-200 ore di apprendimento, si trova a metà strada verso il PET. L'esame verifica le capacità basilari di comunicazione richieste in situazioni di ogni giorno. Si adatta a studenti dai 13 anni in su.
- Preliminary English Test (PET)
È un esame di livello 2 di Cambridge (livello B1 del Consiglio d'Europa). Verifica le capacità linguistiche a livello pre-intermedio (approssimativamente 375 ore di apprendimento). È ad un passo dal ben più famoso FCE.
- First Certificate in English (FCE)
Al livello 3 di Cambridge (livello B2 del Consiglio d'Europa), livello intermedio avanzato detto anche da 'utilizzatore indipendente'. L'esame FCE è l'attestato di Cambridge più ampiamente diffuso e riconosciuto[senza fonte]. Si sostiene di solito a scopi di impiego o di studio.
- Certificate of Advanced English (CAE)
Livello 4 di Cambridge (livello C1 del Consiglio d'Europa), questo certificato offre una qualifica a livello pre-avanzato per chi deve usare l'inglese nel proprio lavoro. Viene sostenuto maggiormente da studenti universitari e giovani professionisti. Molte università accettano il CAE come attestato linguistico valido ai fini dell'ammissione.[senza fonte]
- Certificate of Proficiency in English (CPE)
I massimi voti conseguiti in questo esame (livello C2 del Consiglio d'Europa) certifica che il candidato possiede abilità linguistiche di un madrelingua. È il titolo più ambito per uno studente di inglese. Il CPE è utile e riconosciuto in qualsiasi paese anglofono per attestare la propria conoscenza della lingua, in ambito lavorativo, accademico, etc.[senza fonte]
- Aptis  Test di inglese flessibile che valuta tutti i livelli, da A1 a C2.